# Garry Marshall
Garry Kent Marshall (Nueva York, 13 de noviembre de 1934-Burbank, California; 19 de julio de 2016) fue un director de cine, productor, guionista y actor estadounidense conocido por sus comedias románticas, como Pretty Woman, Frankie and Johnny, Runaway Bride, The Princess Diaries y  Valentine's Day.
Era hermano mayor de la directora de cine y actriz Penny Marshall (1942-2018) y de la productora de televisión Ronny Hallin (nacida como Ronelle L. Marshall).

## Biografía
En su paso por la universidad escribió en la revista universitaria la columna de deportes. Comenzó como un escritor para comediantes, como Joey Bishop y Phil Foster. Escribió Tonight Show con Jack Paar.
En 1961, se mudó a Hollywood, donde hizo equipo con Jerry Belson como escritor de televisión. Ambos trabajaron en The Dick Van Dyke Show, The Danny Thomas Show, y The Lucy Show. Además adaptaron la obra de Neil Simon The Odd Couple para televisión. De su obra, Marshall creó Happy Days, Laverne and Shirley, y Mork del planeta Ork.
En 1984, tuvo un éxito como escritor de la película The Flamingo Kid. Luego escribió Nothing in Common, Overboard, Beaches, Pretty Woman, Frankie and Johnny, y Exit to Eden.
Marshall era también actor, habiendo aparecido en series como Murphy Brown, y en películas como Goldfinger (sin crédito), Grand Theft Auto, Lost in America, Jumpin' Jack Flash, Runaway Bride, Orange County y  Chicken Little.
Posee una estrella en el Paseo de la Fama de Hollywood.

## Fallecimiento
Falleció el 19 de julio de 2016 a las 5 p. m. (hora de California) con 81 años por complicaciones de una neumonía. Previo a esto, días antes sufrió un derrame cerebral, por el cual tuvo que ser hospitalizado.

## Filmografía como director
- Los locos del bisturí (Young Doctors in Love, 1984)
- The Flamingo Kid (The Flamingo Kid, 1984)
- Nada en común (Nothing In Common, 1986)
- Un mar de líos (Overboard, 1987)
- Eternamente amigas (Beaches, 1988)
- Pretty Woman (Pretty Woman, 1990)
- Frankie and Johnny (Frankie and Johnny, 1991)
- Dos sabuesos en la isla del edén (Exit to Eden, 1994)
- Un timador con alas (Dear God, 1996)
- Aprendiendo a vivir (The Other Sister, 1999)
- Novia a la fuga (Runaway Bride, 1999)
- Princesa por sorpresa (The Princess Diaries, 2001)
- Mamá a la fuerza (Raising Helen, 2004)
- Princesa por sorpresa 2 (The Princess Diaries 2: Royal Engagement, 2004)
- Lo dice Georgia (Georgia Rule, 2007)
- Historias de San Valentín (Valentine's Day, 2010)
- Noche de fin de año (New Year's Eve, 2011)
- Feliz día de la madre (Mother's Day, 2016)